# بید درختچه‌ای
بید درختچه‌ای (نام علمی: Salix arbusculoides) نام یک گونه از سرده بید است.